# 塞爾斯灣
塞爾斯灣（英語：Bay of Sails），是南極洲的海灣，位於維多利亞地的斯科特海岸，處於斯派克角和奈斯角之間，由英國探險隊命名，現時由南極條約體系管理。